# Nhóm ngôn ngữ Songhay
Nhóm ngôn ngữ Songhay hoặc Songhai là một nhóm các ngôn ngữ/phương ngữ có liên quan chặt chẽ tập trung ở mạn trung lưu sông Niger ở các quốc gia Tây Phi gồm Mali, Niger, Bénin, Burkina Faso và Nigeria. Đặc biệt, chúng được nói ở các thành phố Timbuktu và Gao. Chúng đã được sử dụng rộng rãi như một lingua franca trong khu vực đó kể từ thời Đế chế Songhai. Tại Mali, chính phủ đã chính thức áp dụng phương ngữ Gao (mạn đông Timbuktu) làm phương ngữ phương tiện cho giáo dục tiểu học.
Một số ngôn ngữ Songhay có ít hoặc không có sự thông hiểu lẫn nhau giữa chúng. Ví dụ, người nói Senni Koyraboro (nói ở Gao) không thể hiểu được người nói tiếng Zarma ở Niger (theo Ethnologue). Tuy nhiên, ở Niger, tiếng Songhay, tiếng Zarma và tiếng Dendi thông hiểu lẫn nhau ở mức cao.
Đối với các nhà ngôn ngữ học, một điểm quan tâm chính trong các ngôn ngữ Songhay là khó khăn trong việc xác định mối quan hệ di truyền của chúng; chúng thường được coi là thuộc ngữ hệ Nin-Sahara, theo định nghĩa của Joseph Greenberg năm 1963, nhưng sự phân loại này vẫn còn gây tranh cãi. Nhà ngôn ngữ học Gerrit Dimmendaal (2008) tin rằng cho đến nay, nó nên được coi là một ngữ hệ độc lập. Roger Blench cho rằng các ngôn ngữ Songhay và Sahara cùng nhau tạo nên nhánh Songhay-Sahara trong ngữ hệ Nin-Sahara.
Trong lịch sử, tên Songhay không phải là một tộc danh cũng không phải là một ngữ danh, mà là một tên cho tầng lớp cầm quyền trong Đế quốc Songhai. Dưới ảnh hưởng của việc sử dụng tiếng Pháp, người nói ở Mali đã ngày càng chấp nhận nó như là một tộc danh; tuy nhiên, các nhóm nói tiếng Songhay khác tự nhận mình bởi tộc danh khác, chẳng hạn như Zarma (Djerma) hoặc Isawaghen (Sawaq).
Một vài bài thơ thời tiền thuộc địa và các lá thư bằng tiếng Songhay viết bằng chữ Ả Rập từng tồn tại ở Timbuktu. Tuy nhiên, các ngôn ngữ Songhay hiện được viết bằng chữ Latinh.

## Các ngôn ngữ
Tỷ lệ người nói Songhay theo dân số
Các nhà nghiên cứu phân loại các ngôn ngữ Songhay thành hai nhánh chính: Nam và Bắc. Nhánh Nam nằm ở trung tâm sông Niger. Tiếng Zarma (Djerma), ngôn ngữ Songhay được sử dụng rộng rãi nhất với hai hoặc ba triệu người nói, là ngôn ngữ chính của miền tây nam Niger (hạ lưu từ và nam của Mali), kể cả ở thủ đô Niamey. Senni Koyraboro, với 400.000 người nói, là ngôn ngữ của thị trấn Gao, kinh đô của Đế chế Songhai cũ. Tiếng Koyra Chiini được nói về phía tây của nó. Nhánh Songhay Bắc nhỏ hơn nhiều và là một nhóm các phương ngữ chịu ảnh hưởng nặng nề từ ngữ tộc Berber được nói ở Sahara. Do các ngôn ngữ Berber ảnh hưởng đến từ vựng thậm chí thay đổi cả hình thái nên các ngôn ngữ Songhay Bắc đôi khi được xem là ngôn ngữ hỗn hợp.

## Mối quan hệ di truyền
Nhóm ngôn ngữ Songhay được coi là một ngữ hệ độc lập bởi Dimmendaal (2011), mặc dù ông phân loại nhóm ngôn ngữ Sahara là một phần của ngữ hệ Nin-Saraha.

## Ngữ pháp
Nhóm ngôn ngữ Songhay hầu hết là ngôn ngữ thanh điệu, trật tự câu SOV, một ngoại lệ là tiếng Koyra Chiini ở Timbuktu hơi khác biệt, nó không có thanh điệu và sử dụng trật tự câu SVO.
Nhóm ngôn ngữ Songhay có một hình vị -ndi thể hiện sự gây khiến hay bị động phi chủ thể. Trong một động từ, hình vị này có thể xuất hiện hai lần, với hai nghĩa khác nhau. Do đó, ŋa-ndi-ndi dịch theo nghĩa nôm na là "bị (ai đó) làm cho [bắt phải] ăn [cơm]".

## Phục dựng
Một số từ vựng phục dựng cho ngôn ngữ Songhay nguyên thủy:
| Từ              | Songhay nguyên thủy |
| --------------- | ------------------- |
| người           | *bòro               |
| chim            | *kídòw              |
| bọ cạp, mũi     | *(n)děŋ             |
| tro             | *bó:sú              |
| đá, núi         | *tóndì              |
| năm (thời gian) | *gí:rí; *mán(n)à    |
| hôm qua         | *bǐ:                |
| hỏi             | *há˜                |
| mang            | *kàte               |
| gai             | *kárgí              |
| da              | *kú:rú              |
| máu             | *kúdí               |

Một số từ vựng phục dựng cho ngôn ngữ Songhay Đông nguyên thủy:
| Từ                  | Songhay Đông nguyên thủy |
| ------------------- | ------------------------ |
| chòi láng lợp tranh | *bùgù                    |
| nách, cánh          | *fátá                    |
| khát                | *gèw                     |
| sườn                | *kéráw                   |
| (một loại) ong      | *bímbín(í)               |
| mồ hôi              | *súŋgáy                  |

### Về liên kết di truyền
- Bender, M. Lionel. 1996. The Nilo-Saharan Languages: A Comparative Essay. München: LINCOM-Europa. 253 pp
- Roger Blench and Colleen Ahland, "The Classification of Gumuz and Koman Languages", presented at the Language Isolates in Africa workshop, Lyons, ngày 4 tháng 12 năm 2010
- D. Creissels. 1981. "De la possibilité de rapprochements entre le songhay et les langues Niger–Congo (en particulier Mandé)."  In Th. Schadeberg, M. L. Bender, eds., Nilo-Saharan: Proceedings of the First Nilo-Saharan Linguistics Colloquium, Leiden, September 8–10, pp. 185–199. Foris Publications.
- Greenberg, Joseph, 1963. The Languages of Africa (International Journal of American Linguistics 29.1). Bloomington, IN: Indiana University Press.
- Lacroix, Pierre-Francis. 1971. "L'ensemble songhay-jerma: problèmes et thèmes de travail". In Acte du 8ème Congrès de la SLAO (Société Linguistique de l’Afrique Occidentale), Série H, Fasicule hors série, 87–100. Abidjan: Annales de l’Université d’Abidjan.
- Mukarovsky, H. G. 1966. "Zur Stellung der Mandesprachen".  Anthropos, 61:679-88.
- Nicolaï, Robert. 1977.  "Sur l'appartenance du songhay".  Annales de la faculté des lettres de Nice, 28:129-145.
- Nicolaï, Robert. 1984. Préliminaires à une étude sur l'origine du songhay: matériaux, problématique et hypothèses, Berlin: D. Reimer. Series: Marburger Studien zur Afrika- und Asienkunde. Serie A, Afrika; 37. 163 pp
- Nicolaï, Robert. 1990. Parentés linguistiques (à propos du songhay). Paris: CNRS. 209 pp
- Nicolaï, Robert. 2003. La force des choses ou l'épreuve 'nilo-saharienne': questions sur les reconstructions archéologiques et l'évolution des langues. SUGIA - Supplement 13. Köln: Köppe. 577 pp